# カラモーナチ
カラモーナチ（イタリア語: Calamonaci）は、イタリア共和国シチリア自治州アグリジェント県にある、人口約1,300人の基礎自治体（コムーネ）。

## 地理

### 位置・広がり

#### 隣接コムーネ
隣接するコムーネは以下の通り。
- ビヴォーナ
- カルタベッロッタ
- ルッカ・シークラ
- リベーラ
- ヴィッラフランカ・シークラ